# Жаланаш (озеро)
Жаланаш (каз. Жалаңаш) — озеро в бассейне реки Нуры, в Тениз-Коргалжынской впадине.
Находится на территории Целиноградского района Акмолинской области Казахстана, в 27 км к юго-западу от Астаны. На берегах расположены сёла Акмол и Жанажол. Высота над уровнем моря — 340 м.
Площадь зеркала озера составляет 8,8 км², длина — 2,5 км, длина береговой линии — 11,8 м. Средняя глубина — 2,5 м. Берега глинистые, пологие. Вода пресная. В пойме заросли камыша.
Озеро Жаланаш соединено протокой с болотом Коскопа.
Водоём используется для птицеводства и водопоя домашнего скота.